# Vorstelijk graafschap Tirol en land Vorarlberg
Het vorstelijk graafschap Tirol en het land Vorarlberg, kortweg Tirol, was in zijn geheel een kroonland van Cisleithanië, Oostenrijk-Hongarije. Het gebied ontstond uit de van Beieren teruggekregen gebieden die eerder tot het graafschap Tirol en het land Vorarlberg behoorden. Het laatste gebied werd als een aanhangsel van Tirol bestuurd. 
De hoofdstad van het kroonland was Innsbruck. De aanspraak op het Italiaanssprekende deel van Tirol was de belangrijkste reden voor Italië om zich in de Eerste Wereldoorlog te mengen. Het land wilde Zuid-Tirol annexeren en keerde zich derhalve tegen de centrale mogendheden. Ondanks het feit dat Italië in de Eerste Wereldoorlog slechts een geringe rol speelde annexeerden het na de oorlog onder andere Zuid-Tirol. De oorlog betekende ook het eind van het kroonland Tirol.

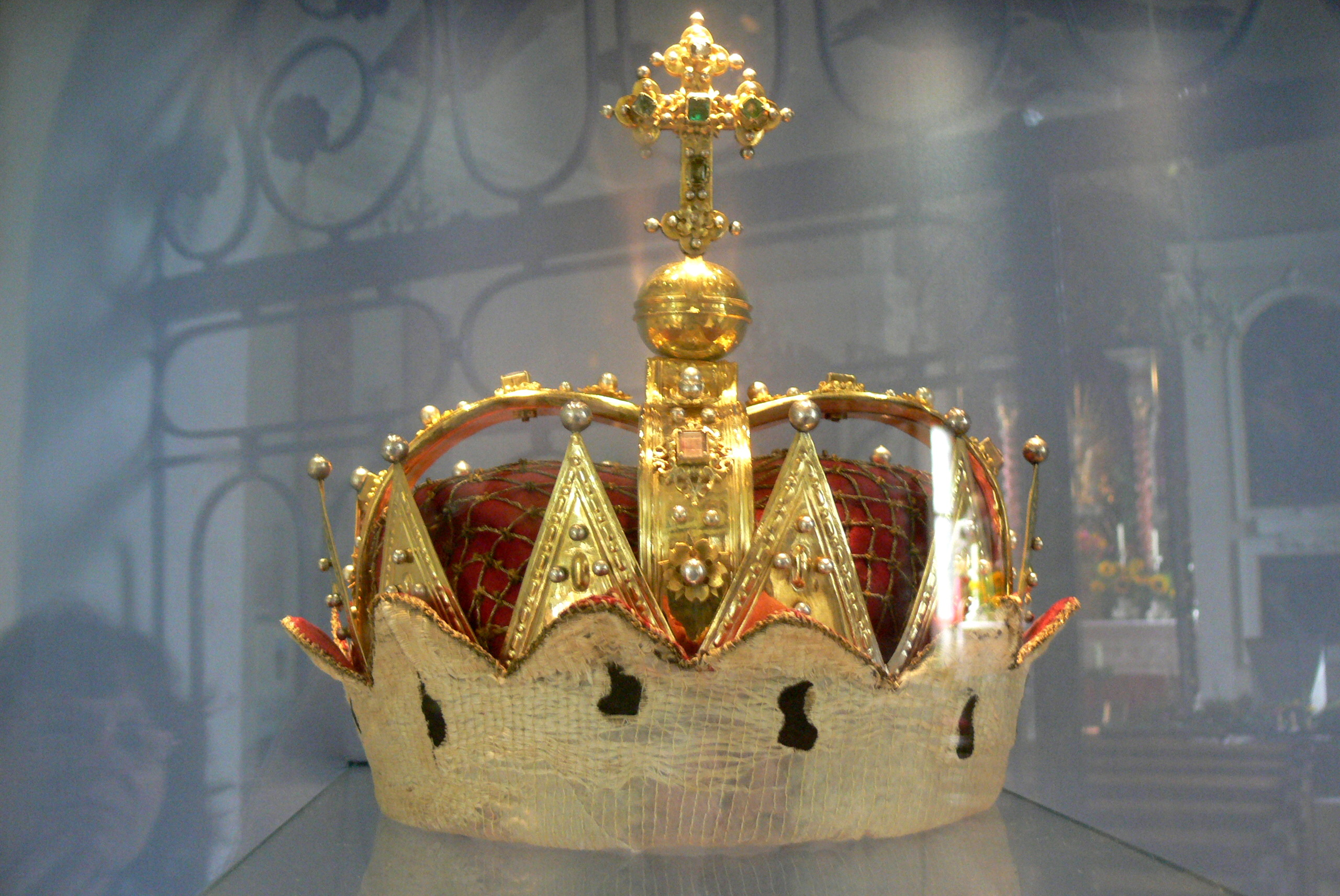
De vorstenhoed van Tirol, van het hermelijn is weinig bewaard gebleven

Enkele gegevens (1910):
| Gebied     | Oppervlakte | Inwoners  |
| ---------- | ----------- | --------- |
| Tirol      | 26.683 km²  | 946.613   |
| Vorarlberg | 2.602 km²   | 145.000   |
| Totaal     | 29.285 km²  | 1.091.613 |

1867–1918

In de Rijksraad vertegenwoordigde koninkrijken en landen (Cisleithanië):
hertogdom Boekovina · koninkrijk Bohemen · koninkrijk Dalmatië · koninkrijk Galicië en Lodomerië · hertogdom Karinthië · hertogdom Krain · Küstenland (vorstelijk graafschap Görz en Gradisca, markgraafschap Istrië, vrije rijksstad Triëst) · markgraafschap Moravië · Neder-Oostenrijk · Opper-Oostenrijk · hertogdom Salzburg · Tsjechisch-Silezië · hertogdom Stiermarken · vorstelijk graafschap Tirol en land Vorarlberg

De landen van de Heilige Hongaarse Stefanskroon (Transleithanië):
Fiume met gebied · koninkrijk Hongarije · koninkrijk Kroatië en Slavonië . Militaire Grens (1867-1882)

Gemeenschappelijk bestuurd: condominium Bosnië en Herzegovina (1878-1918) . Novi Pazar met gebied (1878-1908) . Karpatische passengebied (1918) . bezette zone Tianjin (1901-1917)
Voor of in 1867 opgeheven

koninkrijk Illyrië (tot 1850) · vojvodschap Servië en Temesbanaat (tot 1860) · Koninkrijk Lombardije-Venetië (tot 1866) · grootvorstendom Zevenburgen (tot 1867)